# Швабра
Шва́бра (от нем. Schwabber) — инструмент для мытья полов. Швабры также применяются для быстрого удаления с пола пролитой жидкости.

## История
Швабры использовались в течение многих веков в примитивной конструкции (тряпка на палке). Наиболее эффективны они были на деревянных полах, оттого и их популярность на кораблях. Например, о швабрах как о средстве уборки палубы упоминает Фаддей Беллинсгаузен в своей книге Открытие Антарктиды, где он описывает первую русскую антарктическую экспедицию (1819—1821).
Швабры также были эффективны на клеёнке (которой иногда покрывались полы до изобретения линолеума).
Первый американский патент на усовершенствование швабры относится к 1837 году, патент 1859 года описывает один из первых встроенных механизмов отжима, в 1869 году был запатентован механический зажим для тряпки.

## Конструкция
Существует много конструкций швабры:
- «классическая» верёвочная швабра имеет головку («моп») из толстых верёвок или полосок ткани;
- другая традиционная швабра представляет собой плоскую рейку, к которой перпендикулярно крепится длинная круглая ручка. На рейку набрасывается (наматывается) половая тряпка. В зависимости от рабочей поверхности, швабры могут работать с тряпками из обычной ткани и из микроволокна.
- швабра-платформа с широкой плоской головкой, часто с механизмом отжима (см. ниже);
- швабра с одноразовой чистящей поверхностью, впервые предложенная компанией «Проктер энд Гэмбл» в 1997 году под маркой «Свиффер»[4].

Эффективность работы влажной швабры связана со впитыванием ею жидкости с поверхности пола, поэтому периодически её приходится отжимать. Изобретения для облегчения отжима появились уже в XIX веке, вначале в виде металлической (на сегодня обычно пластмассовой) корзины с отверстиями, помещаемой внутрь ведра; головку швабры вставляли в эту корзину и надавливали, чтобы удалить влагу из швабры. Для профессиональной уборки в 1950-х годах появились специальные вёдра с плоским механизмом для отжима швабры, приводимым в действие рычагом. Однако в быту это усовершенствование не прижилось; вместо него появилась плоская головка швабры со слоем пенистого гибкого материала, специальное приспособление на ручке позволяло складывать головку вдвое, при этом половинки головки сближались и отжимали воду из впитывающего материала. Такая конструкция позволяла использовать со шваброй обычное ведро, но ограниченное количество впитывающего материала ухудшало водопоглощающие свойства, поэтому новая конструкция не вытеснила с рынка классическую, они по-прежнему сосуществуют.
Согласно словарю Ушакова швабра это род метлы из мочал, вделанных в деревянную колодку. В настоящее время появилось много конструктивных разновидностей швабр, например, швабры для мытья стёкол. Кроме того, если раньше были распространены швабры исключительно для влажной уборки, то в последние годы появились швабры для сухой уборки (с насадкой из микроволокна).

## Галерея
- Влажная швабра TW Stewart, 1893 г.
- Классическая швабра, прислонённая к мусорному ведру
- Ручное предварительное увлажнение влажных швабр в ведре
- Две швабры с губкой, одна из которых накрыта
- Ручки швабры. Слева направо: классическая ручка швабры из алюминия (резьбовое крепление), нерегулируемая алюминиевая ручка для швабры с креплением на липучке (50 см), нерегулируемая алюминиевая ручка для швабры с креплением на липучке (60 см), шкала включена для справки.
- Деталь крепления швабры (синий пластик)
- Швабра на липучке с креплением
- Швабра Xiaomi с распылителем Deerma